# Inondations de 2012 en Russie
Les inondations de 2012 en Russie sont survenues dans le sud-ouest de la Russie dès le début du mois de juillet, principalement dans le kraï de Krasnodar. L'équivalent de cinq mois de pluie sont tombés en une nuit dans certaines régions au sud du pays selon le centre hydrométéorologique de Russie. Au moins 171 personnes ont trouvé la mort lors des inondations,,. La police russe explique que plus de 13 000 foyers auraient été endommagés à la suite des inondations. D'après le gouverneur du kraï de Krasnodar, Alexandre Tkatchev, « il n'y a rien eu de pareil depuis ces 70 dernières années ».

## Nature
Des pluies diluviennes ont frappé subitement au cours de la nuit. À certains endroits il est tombé plus de 280 mm d'eau. Selon Alexandre Tkatchiov, le gouverneur régional, « personne ne se souvient de telles inondations dans notre passé. »
Des glissements de terrain ont également eu lieu.

## Impact
Le bilan s'élève à 171 morts, pour la plupart dans la ville et le raïon de Krymsk. En tout 13 000 personnes ont été touchées par les inondations. Les réseaux routiers et ferroviaires ont été très perturbés. L'expédition de pétrole brut depuis le port de Novorossiisk a été suspendue.
Un jour de deuil national a été décrété en Russie par Vladimir Poutine, et plusieurs responsables limogés, à commencer par le responsable du raïon de Krymsk, Vassili Kroutko.

## Opérations de secours
Des équipes de secours déployées depuis la capitale Moscou ont permis de porter à un millier le nombre de sauveteurs.